# آلتینا
آلتینا (به لاتین: Altina}} یک منطقهٔ مسکونی در صربستان است که در زیمون واقع شده‌است.